# Drie-urenbloem

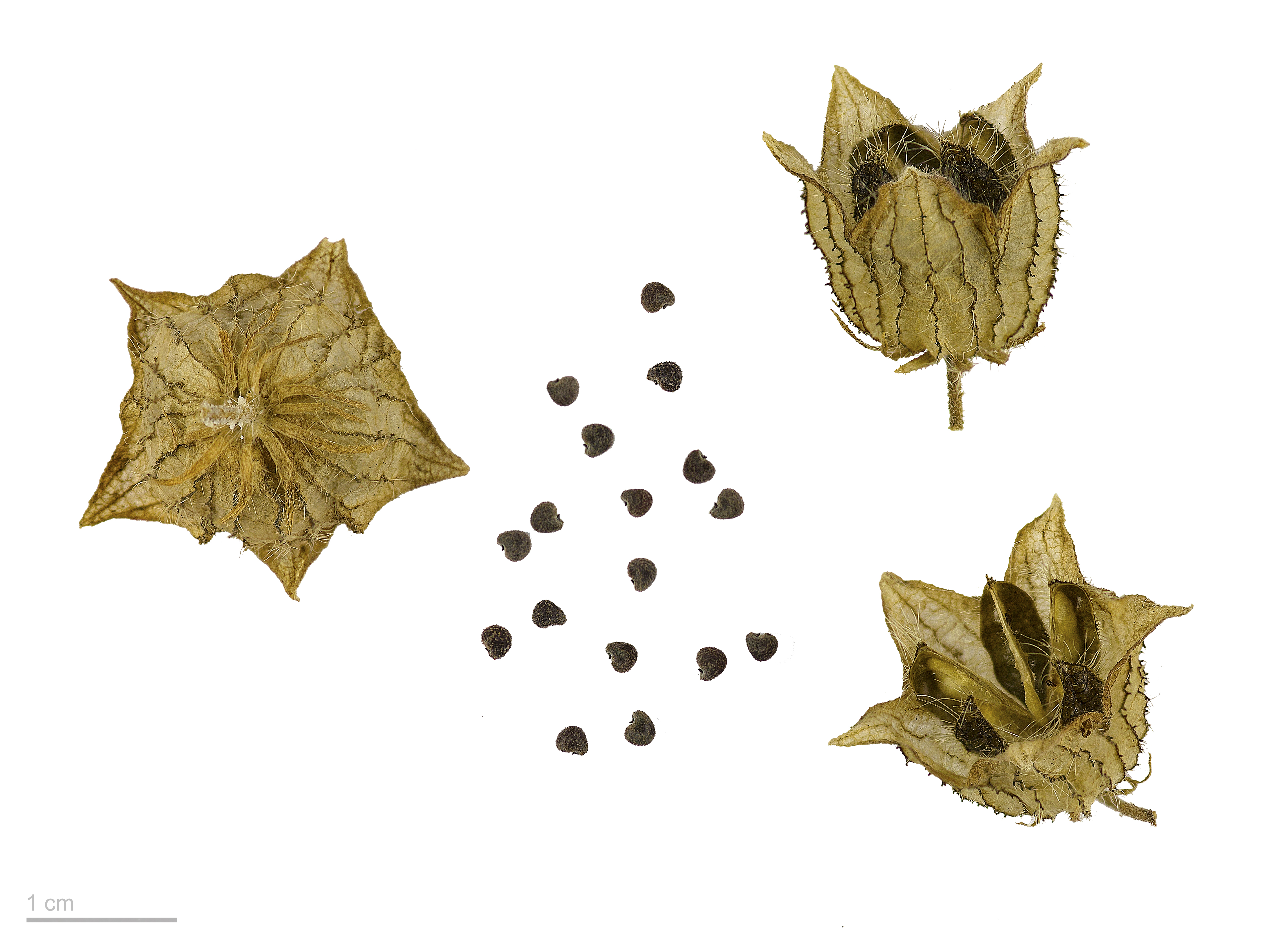

De drie-urenbloem (Hibiscus trionum) is een 10-60 cm hoge, kruipende tot rechtopstaande eenjarige plant met borstelig behaarde twijgen. De bladeren zijn meer of minder diep ingesneden in drie tot vijf langwerpig-lancetvormige, geveerde segmenten. De naam verwijst naar het feit dat iedere bloem van deze plant slechts enkele uren bloeit.

## Bloei
De drie-urenbloem bloeit van juni tot september. De bloemen groeien solitair op lange bloemstengels in de bladoksels. Ze zijn alleen in de ochtend (8 - 12 uur) geopend. De buitenkelk bestaat uit tien tot dertien smalle, lintvormige, borstelig behaarde blaadjes. De binnenkelk is circa twee keer zo lang, vijfslippig en heeft donkerviolette nerven en stijve haren. De vijf kroonbladeren zijn 2–3 cm lang en bleekgeel met aan de basis een donkerviolette vlek. De vruchten zijn doosvruchten die omsloten worden door de opgeblazen kelk.

## Verspreiding
De drie-urenbloem komt van nature voor in Zuidoost-Europa en het oosten van Midden-Europa, West- en Centraal-Azië en het noorden, oosten en zuiden van Afrika. In het Middellandse Zeegebied is de plant ingeburgerd. Hij komt voor in braak- en cultuurland op vochtige plaatsen.